# Darkstone
Darkstone — Também conhecido como Darkstone: Evil Reigns no Reino Unido — é um RPG de ação criado pela empresa francesa Delphine Software e lançado em 1999. De acordo com a revista PC Gamer, Darkstone foi eleito o melhor jogo de RPG de 1999.

## História
O jogo se passa em um mundo fictício chamado de "Terra de Uma", que é semelhante à época medieval. Conta-se que em sua criação duas forças opostas travaram uma batalha pelo controle de Uma: a Vida e a Morte. Após milhares de anos de batalha, muitos animais e plantas morreram, porém a Vida saiu vitoriosa e das cinzas deste confronto nasceu a humanidade.
Como forma de agradecimento, os humanos começaram a semear e cultivar plantas. A Vida então tomou a forma humana e se converteu na deusa Kaliba. No entanto, a Morte novamente se fortaleceu e aproveitou da jovem humanidade, envenando suas mentes, corroendo-os com ciúmes e se aproveitando de seus corações avarentos. Percebendo isto, Kaliba chorou sete lágrimas que se converteram na Orbe do Tempo, o qual foi utilizada para vencer a Morte. Percebendo o grande poder que este objeto possuía, os druídas seguidores da deusa Kaliba decidiram fragmentá-lo em sete cristais, evitando assim que este fosse usado por forças malignas.
Houve então uma era de paz, que perdurou até o surgimento de Draak.

### A História de Draak
Na terra de Uma, um monge seguidor de Kaliba, Drakil Tanan, desejoso de poder, iniciou-se no uso de magia negra e necromancia em segredo. Quando foi descoberto por seu monastério criando espectros e esqueletos como escravos foi expulso. Drakil Tanan acabou se tornando um poderoso necromante e mudou seu nome para Draak. Draak, como agora era chamado, melhorou suas técnicas de necromancia e atacou a deusa Kaliba, ferindo-a em sua mão, a qual se converteu em um objeto do mal: a Mão Astral.
Com este poderoso artefato, Draak adquiriu a habilidade de se transformar em um dragão e atacou o templo dedicado à deusa Kaliba, assassinando os seus antigos companheiros monges.
Surge então um viajante (o personagem escolhido) que regressa à cidade como um herói. Ao chegar, descobre a morte de seus pais por Draak e decide combater o mal que permeia ao redor de sua cidade. Então ele descobre que Draak pretende se converter em um Deus e assassinar a deusa Kaliba e, deste modo, se tornar o único governante supremo de Uma.
Começa então a busca pelos sete cristais para formar novamente a Orbe do Tempo, o único objeto capaz de enfraquecer Draak, enquanto este possuir a Mão Astral em seu poder. No caminho de sua missão aparece um antigo seguidor da deusa Kaliba, Sebastian, este promete ajudar o viajante no que for possível. Porém, o viajante deve passar por diversos desafios até provar que ele realmente é puro de coração como conta a lenda.
Ao obter o cristal da nobreza, Draak se sente ameaça e lança um poderoso feitiço que faz emergir do solo da cidade um monolito chamado Darkstone, o qual se dá o nome do jogo. A Darkstone cobre as nuvens de toda a terra de Uma e consome a vida dos habitantes transformando-os lentamente em estátuas.
Ao obter os sete cristais, Sebastian une-os novamente convertendo-os na Orbe do Tempo, e informa ao viajante que a orbe só funcionará durante alguns segundos, mas que evitará que Draak se regenere neste tempo.
Então o personagem segue adentrando nos calabouços e labirintos do Inferno e descobre o esconderijo de Draak. Este então se transforma em um dragão e começa a batalha que decidirá o destino da terra de Uma.
Ao derrotá-lo, o viajante consegue a Mão Astral e uma chave que abre a porta localizada atrás do trono de Draak. Esta sala possui uma grande quantidade de moedas de ouro.
Ao voltar à cidade, o personagem percebe que todos os habitantes foram transformados em estátuas pelo poder da Darkstone. O viajante então pega a Mão Astral e com a Orbe do Tempo destrói tanto a Mão Astral, quanto a Darkstone. E, assim, todas as criaturas malignas invocadas e criadas por Draak desaparecem e a cidade recupera sua essência e forma original e o viajante se torna o maior herói da terra de Uma.

## Jogabilidade
Darkstone é um jogo em terceira pessoa e com um ambiente tridimensional. Sua interface de usuário é muito semelhante a do jogo Diablo. É possível jogar no modo um jogador ou multijogador. No modo multijogador é possível escolher entre cooperativo e competitivo. Neste modo é possível jogar através de uma LAN ou pela Internet. O jogo possui seu próprio servidor, então não é necessário um servidor dedicado, ou seja, qualquer jogador pode iniciar uma sessão multijogador o qual outros jogadores podem se juntar.
No modo para um jogador é possível controlar dois personagens. Enquanto um dos personagens é controlado diretamente pelo jogador, o outro atua de modo a seguir o personagem controlado e atacar os inimigos próximos, exceto se for ordenado para ele esperar. O jogador pode alternar no momento que quiser entre os personagens com um simples clique no personagem desejado.
Um simples clique no local desejado faz com que o personagem se mova. Clicando em um NPC é possível falar com ele. Clicando em um inimigo se inicia o combate. Clicando no item faz com que o mesmo seja pego.
Cada personagem tem seu próprio inventário onde ele poderá reagrupar os itens ou removê-los simplesmente tirando-os do inventário. Ainda há uma janela para os equipamentos, onde o jogador poderá escolher a arma, o elmo, a armadura, o escudo e, também, anéis e amuletos que podem conferir aumento de atributos.
Há também o "livro de feitiços" (como é chamado no jogo) onde é possível visualizar quais feitiços o personagem já aprendeu. É possível escolher alguns de maior uso e criar um botão de "acesso rápido" facilitando o seu uso nas batalhas.
Muito semelhante ao "livro de feitiços" há uma seção para as habilidades aprendidas, uma lista de habilidades que o personagem aprendeu e que igualmente podem ser acessadas através de um botão de "acesso rápido".
As outras janelas são: histórico de conversação, lista de lugares visitados e o mapa.
Na parte inferior da tela haverá uma HUD (barras de estado do personagem). A barra vermelha indica a quantidade de vida, a barra azul indica a quantidade de mana e a barra amarela indica a quantidade de fome do personagem.
Existem 4 atributos que podem ser incrementados a cada nível, são eles força, destreza, magia e vitalidade. Força, destreza e vitalidade auxiliam no ataque, enquanto magia ajuda nas conjurações e possibilitam um aumento de mana.
Os mapas e as missões são gerados aleatoriamente a cada início de partida. Evitando uma repetição de missões ao começar um novo jogo.
Em sua última versão existem cinco tipos de dificuldade: Aprendiz, Perito, Mestre, Herói e Lenda.

## A Terra de Uma
A história do jogo se passa em uma cidade principal e demais terras. Na cidade é possível comprar e vender armas, itens mágicos, alimentos, aprender habilidades, depositar o dinheiro no banco, entre outros serviços. As demais terras se dividem em Ardyl, Marghor, Omar e Serkesh. Na versão para PC, cada terra contém entradas para dois calabouços, assim como características associadas a várias missões.
Cada um dos sete calabouços é associado a uma missão e cada calabouço tem quatro níveis. Ao completar uma missão você conseguirá um dos sete cristais. O último calabouço leva ao esconderijo de Draak.
Na versão para PlayStation, as ilhas são mais abundantes. As terras são Ardyl, Ternya, Marghor, Dywahd, Omar, Mothada, Baastahl e Serkesh.
Nesta versão cada terra tem uma única missão e um único calabouço de 4 níveis. O último mundo, Serkesh, tem três níveis e mais o esconderijo de Draak.
Os calabouços possuem muitos corredores e quartos. Também podem ser encontrados caixas, vasos e baús que podem ser abertos ou quebrados, revelando itens valiosos ou armadilhas. Há também fontes que servem para restaurar a vida ou mana.

## Versão para celulares e tablets
Foi noticiado que uma nova versão de Darkstone para celulares será lançada. Este novo projeto conterá mais de cem níveis e quatro classes jogáveis. O novo sistema será baseado em toque e áudio.